# Geoica wertheimae
Geoica wertheimae är en insektsart som beskrevs av Brown, P.A. och Frederick Frost Blackman 1994. Geoica wertheimae ingår i släktet Geoica och familjen långrörsbladlöss. Inga underarter finns listade i Catalogue of Life.